# 莫里茨·萊特納
莫里茨·萊特納（德語：Moritz Leitner，1992年12月8日—），是一位德國足球運動員，場上司職中場，目前效力于瑞士超球隊蘇黎世。在此之前，他還效力過1860慕尼黑和奧格斯堡和多特蒙德 。

## 榮譽

### 球會
诺维奇城
- 英冠冠軍：2018–19[1]、2020–21[2]賽季

## 外部連結
- Soccerway資料庫：莫里茨·萊特納
- Moritz Leitner （页面存档备份，存于） at fussballdaten.de